# Трапецовидни ниши в България
Трапецовидните скално-изсечени ниши са сред най-характерните за територията на България древни скални изсичания, разпространени най-вече в централната част на Източните Родопи, включваща водосбора на река Арда по средното ѝ течение и това на Харманлийска река.
Тази територия е зоната на разпространение и на други изсечени в скалите паметници – шарапани и помещения изсечени в скалата. Трапецовидините ниши, както и скално-изсечените помещения в близкото миналото се приемат от някои археолози като погребални съоръжения на тракийските племена от ранната Желязна епоха. Грандиозните ансамбли от изсечени в скалите ниши в повечето случаи са издълбани на голяма височина върху отвесните стени на видни отдалеч канари и масиви. Най-често нишите с височина до 80 cm и дълбочина 20 – 40 cm, регистрирани са в групи от 3 – 4 до към 500 ниши. Българската археологическа наука е локализира над 1500 отделни единици към 2001 г; този брой нараства до 3000, а действителният е 4200 единици и все още расте – през 2021 г. са открити нови единици в землището на село Голобрад. Особено многочислени са комплексите от скални ниши при селата Ангел войвода, Ночево, Женда, Ардино, Дъждовница, Сърница, Ефрем, Орешари, Красино, Скалина, Женда, Широко поле, Орешари и Долно Черковище.Датирането и интерпретацията на скално-изсечените трапецовидни ниши все още е проблем за българската археологическа наука. Наложено е мнението, че се касае за паметници с култов характер.
Трапецовидните ниши са изсечени главно във вулкански (вулкански и вукланокластични скали) скали и рядко във зеолитни скали и варовици.

## Зона на разпространение
Зоната на разпространение на трапецовидните ниши се простира на запад до линията Ардино – Безводно – Мурга – Йончово; на север границата на разпространение стига до Драгойновския рид – Татарево – Долно Черковище – Малко градище; на юг и изток границата е трудна за определяне, защото липсва информация за подобни паметници в Южните Родопи на територията на Гърция, но много изследователи не изключват наличието на трапецовидни ниши; най-общо за източна граница се приема Кралимарков камък в местността Кован кая – южно от Мезек, а за южна граница – северните склонове на рида Мъгленик при селата Черничево и Гугутка.

## Предназначение
Несъмнено край скалите, върху които има изсечени ниши са регистрирани следи от изпълнявани ритуали посветени на култовете към слънцето и скалата. Загадка остава конкретно предназначение на нишите, защото те винаги са откривани празни. Най-разпространена в близкото минало е хипотезата на проф. Иван Венедиков, че трапецовидните ниши са служели за гробни съоръжения, в които са били поставяни погребални урни – на обикновените хора сред траките, така комплексите са играели ролята на своеобразни некрополи.
Доц. Стефанка Иванова разглежда тази хипотезата като „една от най-големите заблуди относно предназначението на трапецовидните ниши“. Следи от такива ритуални действия никога не са били откривани никъде на обектите, включващи трапецовидни ниши в Източните Родопи. Археологическите проучвания през последните сто години категорично са доказали, че погребалните ритуали на траките са включвали трупоизгаряне и трупополагане в могилни насипи, или некрополи. Според нея няма логично обяснение защо погребалните урни на обикновените траки са били „поставяни“ в ниши, при това най-често на почти напълно недостъпни места.
Според проф. Валерия Фол възприетото тълкуване на трапецовидните ниши като скални некрополи ще изисква непременно потвърждение с материал заради допускането, че в тях са поставяни урни с праха на покойника. Тя изказва мнение, че би било много трудно и дори малко вероятно по тези недостъпни скали, да са се извършвали погребални обреди и да се е поддържал култът към мъртвите.
Според нея отговорът за предназначението на трапецовидните ниши би могъл да се потърси в посветителната обредност при траките и другите анатолийски народи, задължителна за всеки младеж, който става мъж – издълбавайки скална ниша, той показва не само смелост и ловкост, но и участва в сътворението, вярвано когато слънцето огрявало нишата.
Проф. Фол също така, разглежда най-общо скално-изсечените и мегалитни паметници в Югоизточна Европа и Фригия не като изолирани примери на една обща класификационна схема – ниши, басейни, олтари, долмени, менхири, кромлехи, скални светилища, пещери, гробове, скално-изсечени стълби, т. нар. тронове и пр., а като своеобразни комплекси. Функционирането на структурите/подцентровете на един комплекс може да бъде разбрано като интерактивност между вложените идеи и образи в тези паметници, т.е. като система, мислена от нейните носители. Системата от свързани функции включваща и обредите, изпълнявани на светилищата.
Доц. Стефанка Иванова и проф. Ана Радунчева и геофизикът инж. Мария Златкова изказват друга хипотеза за предназначението на трапецовидните ниши. Според тях цивилизация на Неолита/Халколита е „оставила“ своите кодови послания в стотиците трапецовидни ниши, които са били маркер, вероятно свързан с древния добив на злато. Проф Радунчева и доц. Иванова са на мнение че, някои от скалните светилища в Родопите са функционирали още 7000 г. пр. Хр., а цялостната система била създадена през втората половина на Халколита (около 5000 г. пр. Хр.). Радунчева, Иванова и Златкова подчертават, че трапецът е важна форма за епохата на Халколита – през тази епоха основите на жилищата и храмовете са били трапецовидни.
Доц.Иванова изказва хипотезата, че трапецовидните нишите са всъщност форма на маркировка за златните залежи на територията на Родопите. Според нея добивът на ценния метал е свещено дело – златото се дава на боговете, за да се поддържа връзка с тях, а златодобивът е обожествявана дейност, която се осъществявала от затворена група, за да се пази в тайна познанието. Иванова предполага, че ако праисторическите обитатели на Родопите са си служили с пиктограми, всеки е щял да може да разбира изсечените послания под формата на трапецовидни ниши. Според Иванота – човекът от онази епоха са имал знанията и уменията да открива, добива и преработва метали, разработвал е много рудници, владеел е сложни технологии за металодобив, защото е умеел да контролира огъня и да постига високи температури за топене на рудата. Според Иванова нишите нарочно са правени на такива места, че да се виждат от далече – на вертикални скали по поречията на реките, по които са се придвижвали хората. Изработвали са ги и с идеята да бъдат трайни – с полирани стени, за да не се задържа вода в грапавините, което би улеснило ерозията, и под скална козирка. Ако не е имало естествен навес, са го оформяли в скалата.
Проф. Радунчева интерпретира наличието на трапецовидните ниши с религиозните представи на праисторическият човек. Според нея т.нар. „входна врата“ към отвъдния свят е с формата на трапец, където душата на покойника се „завръща“ при свещените прародители.
Изследователите Лин Лоръл, Надежда Кечева, доц. Георги Нехризов, Юлия Цветкова и Мая Василева изказват мнението, че само последващи интердисциплинарни изследвания комбиниращи не само културно-антропологични и сравнителни анализи, но и петрологични, геохимични, палеоекологични и други геоложки изследвания, могат да позволяват по-категорични изводи за функцията и предназначението на трапецовидните ниши.

## Размери и изработка
В повечето от регистрираните случаи на различните обекти, трапецовидните ниши са разположени така, че да бъдат трудно-достъпни за човек без да бъде използвано помощно съоръжение. Не се следва някаква определена посока или ориентация на изсичане върху скалната повърхност – най-често гледат на юг, по-рядко на запад и изток и по-скоро са изсичани на северните страни на скалите по изключение.
Трапецовидната форма следва следните приблизителни размери: основи 50 х 15/35 cm, височина 60/80 cm и дълбочина до 20/35 cm.
Измежду регистрираните единици не малка част са недовършени, което позволява да се проследи технологията на изработването им. Първоначално е издълбавана трапецовидна рамка, маркираща формата и размерите на нишата, след което самата ниша е изсичана от горе надолу, като първо е издълбавана горната част на трапецовидната рамка до търсената дълбочина в скалната повърхност, а след това изсичането е продължавало до дъното на формата. Изработката на нишите е започвала в обработената скала, достигната с бермите и след това последователно премахване на подхода (бермата).
Характеристики на всички ниши по отношение на технология, форма, размери, стил и разположение са почти идентични и предполагат изработването им в определен период от време и най-вероятно от група хора, специализирана в тази дейност. Ерозията при някои единици и леките промени във формата, размера и техниката на издълбаване е свидетелство за относителната разлика във периода на изсичането им. Повечето ниши са изсечени под козирки, които са умишлено изработени или оформени, за да запазят тези паметници от природните стихии и ерозията, предизвиквана от тях.
В повечето регистрирани случаи централната ос на трапецовидната ниша е вертикална, но има и отделни единици, при които се наблюдава наклонена ос – това се наблюдава в случаите, когато по-меката прослойка на вулкано-седиментнта скала е със слаб наклон.

## Геология и геоморфология
Първото изследване на геологията и геоморфологията на трапецовидните ниши е публикувано от проф. Руслан И. Костов през 2001 година. Според изследването, скално-издълбаните паметници (вкл. нишите) и мегалитните паметници (главно долмени), в България и на други места по света, са свързани с конкретни по състав и генезис скали – в първия случай това са вулкански и седиментни скали, а във втория случай – предимно кварц-съдържащи интрузивни или метаморфни скали (гранити, гнайси; с прилежащи бели кварцови жили; по-рядко пясъчници с по-високо съдържание на кварц). Т.е. по някакви причини за праисторическото и древно население значение има не геоморфологията, а геологията на района на обитаване с нейните геолого-минералогични и геохимични фактори.
По отношение на нишите се отбелязват няколко възможни хипотези, включително нови („стандартна“ ниша) и комбинирани или сходни с посочените.
Стандартната форма на нишите е трапецовидна, но на някои обекти са регистрирани и правоъгълни или закръглени ниши в комбинации с класическата трапецовидна форма (Глухите камъни, Скалина, Морянци). На много обекти поради изветряне на скалите, особено на по-меките зеолитни и вулкански туфи първоначалната трапецовидна форма с праволинейни очертания се изменя до овални очертания (Зимзелен, Ковил, Бели пласт).
В своето изследване върху геоморфологията на трапецовидните ниши проф. Костов прави опит за извеждане на средните размери на трапецовидния отвор въз основа на изчисляване на пропорциите на десет единици добре изработени трапецовидни ниши от различни обекти в Източните Родопи. Костов отбелязва, че от научен интерес е фактът, че ако се прекарат диагонали в трапеца се получават два равнобедрени триъгълника с ъгъл към хоризонталните страни от 72°, а такива триъгълници са известни с наличието на пропорции свързани със златното сечение 1.618033.
При участие на световен конгрес по минералогия в Унгария проф. Костов се свързва с колеги-петрографи, които описват скали със същите по форма трапецовидни ниши в района на Националния парк Бюк в Унгария – следователно, скалният феномен с конкретната форма на трапецовидни ниши, освен от Източните Родопи, е регистриран и в Унгария, където местното население им е дало названието Kaptárkő – пчелна скала/скален пчелен кошер (в превод от Унгарски):
В частност трапецовидните ниши от Източните Родопи са издълбани и оформени главно и предимно във вулканични (собствено-вулканични и вулканокластични скали – туфи). Отбелязани са и в някои от зеолитовите скали в региона, а като изключение трябва да се разглеждат в единични случаи на разпространение във варовици или друг тип скали. По геоложката карта на България тези вулканични скали са представени главно от риолитови до андезитови разновидности с олигоценска възраст.

## Научни изследвания
По време на археологическите експедиции „Заселване на Източните Родопи през ранните праисторически епохи. Палеолит. Скални структури (неолит, енеолит)“ между 2003 и 2005 г. с научен ръководител Стефанка Иванова и консултанти проф. Ана Радунчева и инж. Мария Златкова са правени опити с участието на алпинисти, които се спускали от върха на скали с изсечени по тях трапецовидни ниши. По време на опитите е установено, че човек може да стигне до нивото на нишите и да увисне пред тях, но заради обратния наклон на скалата или заради навеса, повърхността на скалата не винаги може да бъде стигната, защото по хоризонтала разстоянието е 3 до 4 m. Доц. Иванова счита, че е малко вероятно нишите да са издълбавани посредством изработването на дървено скеле, при положение, че в района на Източните Родопи никога не е имало високи дървета. Според нея, дори да бъде издигнато скеле, то би било укрепено трудно, поради стръмният терен около повечето скални масиви с изсечени ниши.
Проф. Костов споделя предположението, че по високите скални откоси, когато нишите са изсечени по-близо до ръба, вероятно изработващият ги, все пак е се е спускал до тях вързан с въже и се е прикрепвал по някакъв начин по-близо до скалната повърхност.
Трапецовидните ниши не са били изсечени с железни инструменти. За направата им са използвани каменни инструменти и такива с костен връх.
Вътрешността на трапецовидните ниши е полирана – техника, която никога не е използвана от древните траки.
Над 90% от керамиката, намерена в контекста на трапецовидните ниши, датира от Халколита, като почти винаги нишите са включени в пространство, свързано с паметници от тази епоха – т.нар. „шарапани“, рудници и пещери, които са били използвани в същата тази епоха.
Нишите са изсичани върху скалите в продължение на много дълъг период – вероятно от края на Неолита до самия край на Халколита, което обхващайки период от 2000 години. Традицията по изсичането им обхваща е дело на над 45 човешки поколения. Подобряването на каменоделните уменията на тези хора може да бъде проследено на различните обекти. Предполага се, че едни от най-старите ниши са издълбани върху скалния феномен Арката над река Арда. Там освен конвенционалната форма – трапецовидният модел, позната от повечето обекти на територията на Източните Родопи, се наблюдават и значително по-големи по размер и силно изветрели трапецовидни ниши.
През 2015 г. Проект „Светлина и култ“, инж. Милуш Благоев и компанията Геокад 93 извършва сканиране на обекта Шахан кая при село Сладкодум с 3D камера.
Това е първото подобно изследване осъществено на обект с трапецовидни ниши в България. За тази цел е използван скенер Leica ScanStation P20 с дължина на вълната 808 nm. Благодарение на получените резултати от измерванията на видимите очертания на трапецовидните ниши е окончателно установено, че те следват утвърден линейни стандарти. Особено интересен е фактът, че на две различни места с редове ниши, изсечени на скали, разстоянието между тях е 15 cm, което почти перфектно съответства на установената „стандартна“ стойност от 14,4 cm. Единственото подробно проучване на морфометрията на площ от скални трапецовидни ниши е направено на археологическия обект Глухите камъни, където максималният брой ниши съответства на размерите 80 – 70 x 50 – 40 cm (20 ниши) и 70 – 60 x 40 – 30 cm (14 ниши), като тези размери съответстват на новите точни данни. По време на проучването екипа регистрира и няколко халки издълбани в скалата, за които се предполага, че са служили за окачване на въжета, които са подпомагали изсичането на нишите.

## Интерпретации и хипотези
Доц. Георги Нехризов предлага „предпазлива“ хипотеза за предназначението на трапецовидните ниши, основана на предварителните резултати от археологическото проучване на обекта Глухите камъни. Според него връзката на нишите със погребалната обредност не може да се изключи напълно, а формата им би могла да е алюзия за погребални ритуали или възпоменателни ритуали за обществено значими фигури. Изсечените групите ниши би могло да са предназначени за членовете на едно семейство или род. Също така доц. Нехризов предполага, че нишите са изсичани в периоди на различни ритуално важни моменти, свързани със значими календарни дати. Дали това касае почитане на божества, местен герой или култ към предците все още според него е рано да се потвърди със сигурност, тъй като са необходими още изследвания и проучвания.
Археологът Георги Кулов който разработва своя типология на т.нар. „гробни съоръжения“  на траките в района на Източните Родопи, според която – древните погребения са били чрез изгаряне, ето защо би могло да се предполага, че в скалните ниши са слагани урни с пепелта на покойниците, където слънчевите лъчи проникват във вътрешността, изпълнявайки символичния акт на оплождането.
Проф. Валерия Фол допуска, че при трапецовидните ниши може да се предполага изсичане като еднократен обреден акт по време на който е възможно поставянето на свещени предмети или дарове в нишите при определени дни, свързани с космогоничен или инициационен обред. Фол предлага и хипотезата, че в деня на своята инициация (т.е. в т.нар. обред на прехода от един статус в друг) младежът трябва да премине изпитание, увиснал над бездната между небето и земята и да остави дар на Великата богиня-майка (и на Сина ѝ) в родовата ниша. Хипотезите относно космогоничните и инициационните обреди, според която в нишите са оставяни дарове от нетраен материал или оброчни барелефи/плочки на божества е една от доминиращите за дълъг период в научната литература през 1970-те, 1980-те и 1990-те, но тя е малко вероятна, тъй като голям брой ниши са с наклонена основа или плитко изсечени и в тях не могат да бъдат поставяни предмети.
Доц. Любомир Цонев подчертава, че подобни хипотези са неубедителни. Цонев разглежда интерпретациите на траколозите като чисти спекулации, които не почиват върху никакви конкретни научни доказателства. Тези догадки, според него се крепят единствено върху твърде общи, абстрактни представи за орфическите ритуали.
Проф. Ана Радунчева, не подкрепя хипотезата за поставянето в скалните ниши на глинени урни с праха на починали траки. Според нея, ако това предположение е вярно, то фрагменти от тракийска керамика с праха на кремирани покойници би трябвало да се откриват под самите скали с ниши. Повечето керамичните фрагменти, които Радунчева е откривала на обектите с наличие на трапецовидни ниши по време на множеството археологически проучвания, в които ръководи и участва датират към втората половина на Халколита. Такъв е случаят с разкритият под скалата с трапецовидни ниши до село Чомаково под на постройка от същата епоха. Радунчева многократно подчертава факта, че на територията на Родопите траките са практикували погребения, извършвани чрез трупоизгаряне и трупополагане в могилни насипи или некрополи – т.е. няма логично обяснение на виждането за поставяне на погребалните урни в скалните ниши при това най-често на почти напълно недостъпни места.
Според проф. Радунчева корените на идеята за използване на най-разпространената в светилищата форма – трапецовидната (на ниши и други съоръжения) е значително древна. Още през ранния Неолит тя се използва при планиграфската схема на храмовите постройки и на тези, които са в близост до тях – продължението на тази идея Радунчева проследява в някои олтари от Халколита открити в храмовия център до село Долнослав и при изработването на специални глинени модели на съоръжения със същата форма. Показателен според нея е фактът, че двата най-големи басейни – тези в светилищата Перперек и до махала Аджилолук на с.Татул са с трапецовидна форма. Изглежда избирането на формата на нишите има връзка с формата на майчиното (божественото) лоно в което се заражда и опазва живота. Радунчева е на мнение, че тази идея може да се свърже с много други фундаментални вярвания. Според нея идеята за изсичане на нишите в отвесни скали е била свързана с пост-смъртните ритуали. Когато е умирал повече или по-малко значим за дадена обществена група индивид, по всяка вероятност в планината е била изсичана ниша, през която душата на покойника е „поемала“ към отвъдния свят. Така се „отваряло“ пространството – своеобразна врата между световете.
Проф. Васил Марков тълкува трапецовидните ниши като един от най-ранните символи на Великата богиня – майка (символизирана от пчелата) – познат още от неолитното светилище при Чаталхьоюк от Анатолия, древнотракийската митология, както и в кошеровидните градежи на кръгли гробни камери от Древна Тракия. Според Марков, на фолклорно ниво следи от този мит са запазени в легендата за Челня скала от село Припечене, (Община Петрич), където се говори за Крали Марко, който отглеждал пчели на въпросната скала издигаща се на източния бряг на р.Струма край селото, интересен факт, от която е присъствието на майката на героя, която му помага в оглеждането на пчелите. Народното поверие гласи, че медът е свещен и недостижим, а героят-закрилник живее в скалата, храни се с божествената храна – медът и знае, че ще излезе отново „ако се обърне свето“. Марков също отбелязва, че от научен интерес е фактът, че сцената на действието в легендата е брегът на древния Стримон, която е свързана с един от известните за Древна Тракия двуборчески митове, в който реката е „играе ролята“ на антагониста-змей. В своите научни изследвания върху „Змеят в древноезическите свети места“, проф. Марков стига до извода, че в Древна Тракия е съществувал вариант на мита за оттеглилото се след неуспешно двуборство с антагониста божество, който включвал слизане в лоното, т.е. в дома-пчелен кошер на Великата богиня-майка, която е отъждествявана и със земята-скала. Там божествената храна е медът, който е известен като такъв от множество древни митологични традиции.
Независимият изследовател и алпинист Христо Тодев предполага, че трапецовидната форма на нишите която се разширява се като мида с идеални ръбове, може да има не само символично значение, а при издялването на подобен отвор в скалата са търсени някакви акустични или енергийни свойства.
Проф. Руслан И. Костов предлага няколко нови хипотези относно предназначението на трапецовидните ниши:
Космологична – възможна е връзка с календарните и сезонните цикли и зависимости, които са били от голяма важност за праисторическите човешки общности, тъй като икономиката на тези земеделски общества се базира на точното познаване на календарните цикли, от които зависи поминъкът – събирането и засяването на реколтата. Тези календарни цикли са зависими от движението на конкретни небесни тела – Слънцето, Луната и други планети и звезди – напр. Полярната звезда, която в по-ранни епохи е звездата Кохаб (сега изместена), от съзвездието Малка мечка, а оформената от нея непосредствена близост с още три близки звезди прилича на удължен трапец. В непосредствена близост до тази фигура на звездното небе се намира и аналогична трапецовидна фигура на част от съзвездието Голяма мечка. Според проф. Костов е възможно тази посока-ориентир сочеща на север да е била от голяма важност за праисторическите общности.
Сакрална – пропорциите на трапецовидната ниша според проф. Костов предполагат високи математически познания, защото в тях може да са закодирани други закономерности, които трябва да бъдат проверени. От геометрична гледна точка те представляват негативна форма на пресечена пирамида с тетрагонална или ромбична симетрия.
Семантична – трапецовидната форма съвпада с формата на някои оръдия на труда ползвани активно в Неолита, Халколита и ранната Бронзова епоха – брадви и длета. Проф. Костов посочва, че тази форма е достигната след хиляди години практически опит и не би било изключено тя да бъде сакрализирана в определени региони на света със вековни традиции в рударското дело или друг тип практически дейности. Такива примери са известни от праисторически археологически обекти от Бретан, Франция. Трапецовидната форма би могла и да има съвсем конкретни утилитарни функции – като пътепоказател за праисторическите общности – указващ търговски пътища, находища на руда (основната форма на рудните галерии обикновено е трапецовидна) – хипотеза, с която е съгласна и доц. Стефанка Иванова. Проф. Костов подчертава и фактът, че трапецовидните ниши със сигурност са имали различно значение за културите населявали Източните Родопи през отделните епохи.
- Галерия Обекти с трапецовидни ниши
- Трапецовиден контур – изсечен в скалния масив под връх Иран тепе над Топчулар махала на село Горна кула. Нишата никога не е била довършена. Контурът е свидетелство за подготвителния процес по изсичането на трапецовидна ниша.[45]
- Трапецовидните ниши при Кралимарков камък в местността Кован кая при село Мезек са най-източно разположените в територията им на разпространение – това е последният обект маркиран с ниши в Източните Родопи.[46]
- Трапецовидни ниши изсечени в скалният масив при Казан дере край село Равен. В скалата са оформени хоризонтални улеи, които да извеждат стичащата се дъждовна вода, за да предпазват нишите от водна ерозия.[45]
- Трапецовидни ниши в западната част на Скалният култов комплекс при село Дъждовница – един от най-недостъпните праисторически култови обекти. Според доц. Стефанка Иванова трудно може да бъде обяснена техниката на изсичане на трапецовидните ниши на такава голяма височина в скалите.[6][44]
- Ерозирали трапецовидни ниши изсечени в основната скална група при Скално-култовия комплекс при село Дъждовница гледащи към Шабан дере.[47]
- Орлови скали край Ардино е един от археологическите обекти с наличие на най-много скално изсечени трапецовидни ниши в Източните Родопи. Народното наименование на местността е „Картал кая/Гузгун кая“ – в превод от местен турски диалект означава „Гарванов камък“. Не е ясно как наименованието Орлови скали навлиза в научно обръщение през 1970-те. Вероятно вследствие на неправилен превод.[48]
- Стената с трапецовидни ниши при Доган кая (в превод от местен турски диалект Соколови скали) край село Сърница. Обектът е влязъл в научно обръщение като Орлови скали – вероятно в резултата на некоректен превод.[49][50]
- Мечката при Харман кая. Повърхността на скалата е предварително изгладена и подготвена за да бъдат изсечени върху нея 13 броя трапецовидни ниши. Скалата маркира път, който води към праисторически рудник, където е добивана руда.[6]
- Трапецовидните ниши край село Чомаково. Непосредствено под тях е открита подова замазка на жилище от Халколита и множество керамични фрагменти датиращи от същата епоха.[51][6]
- Трапецовидни ниши изсечени в скалните масиви северозападно от село Чомаково. Скалите, в които са изсечени нишите са плътни ясписоподобни финоивичести розови до червени пепелни туфи, които се разкриват и като отделни късове и блокове. Общият им брой е 20.[6]
- Двойка трапецовидни ниши разположени високо над входа на Тангърдък кая (Утробата) между селата Ненково и Илиница. Това е често срещан маркер и при други обекти датиращи от Халколита на територията на Източните Родопи.[6]
- Трапецовидни ниши изсечени високо в скалите при Скално-култов комплекс край река Боровица.[6]
- Паднал скален къс с четири изсечени трапецовидни ниши при Скално-култов комплекс Боровица. Скалата е паднала от околните била вследствие на силно земетресение[6]
- Отвор, пробит в скалата при трапецовидните ниши на Шахан кая. Тези своеобразни халки, вероятно са използвани за закрепване с въжета, за да могат праисторическите каменоделци да заемат удобна позиция за работа.[6][26]
- Трапецовидна ниша изсечена в цепнатината на тавана на пещерата Гоюк/Гоук/Гьок Ин в землището на село Орешари. Вероятно изсичането е било от голяма важност, тъй като цепнатината е с малки размери и процесът е бил изключително трудно начинание.[6][52]
- Антропоморфно оформен вход на малка изкуствена пещера разположена на десния бряг на река Крумовица при село Морянци с трапецовидни ниши изсечени около него. Вероятно пещерата е оформена вследствие на рударска дейност в праисторическите времена. Броят на изсечените ниши е 20.[6]
- Трапецовидни ниши при скалния масив Ин кая край село Ночево – това е един от мега комплексите с трапецовидни ниши – простира се на 3 km по течението на река Харманлийска.[6]
- Масивна канара с две изсечени трапецовидни ниши – вероятно скалният блок е отцепен по времето на голямо разрушително земетресение в древността.[6]
- Зооморфна скала с изсечени трапецовидни ниши, разположена край село Небеска. Малкият праисторически скално-култов комплекс над селото никога не бил археологически проучван. Общият брой на нишите изсечен върху скалата е 12.
- Трапецовидни ниши изсечени в порести вулкански туфи с кисел състав и мека карбонатна спойка западно над село Небеска. Общият брой на нишите в тази скала е 5. Над тях е оформена скална козирка, която да ги предпазва от водна ерозия.
- Кован кая край село Долно Черковище – върху повърхността ѝ са изсечени повече от 100 трапецовидни ниши, много от които са силно ерозирали.[6][53]
- Хамбар кая – скалният масив е разрушен от кариерна разработка за добив на вар през 1960-те години. На върха на скалата са запазени останки от тракийски скални гробници – издялани в масива с железни инструменти. Върху ненарушената долна част на скалата са запазени малка изкуствена пещера и няколко трапецовидни ниши. Според доц. Стефанка Иванова Хамбар кая е пример за използването на едно и също пространство от различни общности през различните епохи.[6][44][54]
- Трапецовидни ниши изсечени в меките светлосиви туфи на скалния масив Асара при село Женда. Нишите тук са с по-голям размер от конвенционалния – височината им е 1 m.[6][13]
- Скалният масив Сирт кая (в превод от местен турски диалект – „Говеждата скала“) край село Соколите, върху който са изсечени 36 трапецовидни ниши. Повърхността на скалата е била предварително загладена преди да бъдат изсечени нишите.[6]
- Скалната гъба с трапецовидни ниши – разположена между селата Женда и Соколите. На всички страни на скалния феномен са изсечени ниши – 5 броя върху западната, 1 брой върху северната и 2 броя върху източната.[6][13]
- Т.нар „Чуковски лъв“ (местните наричат скалата Он пармак кая, което в превод от местен турски диалект означава Скалата с десетте палеца/пръста) се намира на Стръмни рид над село Чуково, над десен приток на река Върбица. Цялата горна част на скалния масив, където е издълбана фигурата е бил свален и в нейната ненарушена част е оформена въпросната фигура, в която са изсечени 11 броя трапецовидни ниши. От север на юг размерите на нишите се увеличават. Под тях е изсечена малка изкуствена пещера, под която в основата на масива е регистриран още един ред ниши. Около масива в миналото са намирани керамични фрагменти датиращи от Халколита.[6]
- Праисторическият скално-култов комплекс Чит кая (в превод от местен турски диалект Зиданата/плетената скала) се извисява на южния бряг на язовир Студен кладенец при устието на река Върбица. На западната и южната страна на скалният масив са изсечен общо 97 трапецовидни ниши, някои от които силно ерозирали. Обектът е публикуван през 1950-те години от Васил Миков.[55][6][56]
- Трапецовидни ниши изсечени в скалния масив при гара Средна Арда, на северния бряг на язовир Студен кладенец – след село Звезделина. Общият им брой е 34.[6][57][44]
- Трапецовидни ниши изсечени в скалните масиви при вливането на реките Казан дере и Бююк дере, от които има пряка видимост към скалната пирамида-саркофаг Кая башъ при село Татул. Вероятно маркиращи свещен път към самия праисторически скално-култов комплекс.[6]
- Двойка трапецовидни ниши изсечени високо в засводена ниша при скалния масив Ятак кая край село Красино.[58]
- Гузгун кая – (в превод от местен турски диалект Гарванов камък) край село Красино, където са изсечени 92 трапецовидни ниши и малка утробо-подобна изкуствена пещера.[6]
- Комплекс от трапецовидни ниши Джиневиз кая (в превод от местен турски диалект - "скалите на духовете") при село Друмче. В трите скални комплекса край селото са изсечени общо 60 броя ниши.[6]
- Герме кая (в превод от местен турски диалект – Ограденатата скала) е разположена между селата Скалина и Овчево на стръмния бряг на Сараяр дере. В скалния масив са изсечени 18 на брой ниши.[59]
- Калпак кая е стъпаловидна скала, разположена на левия бряг на приток на река Боровица. Върху повърхността на скалата са изсечени около 20 на брой трапецовидни ниши.[6]
- Трапецовидните ниши от Скално-култовият комплекс Глухите камъни са регистрирани още от братята Херман и Карел Шкорпил – учените оприличили скалите с изсечените върху тях трапецовидни ниши на „пчелни пити“. По-детайлно теренно проучване е извършено през 1975 година и немалка част от скалните структури са публикувани.[60][61][62]
- Частично разрушени трапецовидни ниши от каменодобив под изоставена каменна кариера над Гуслар махала край село Долна Кула. Обектът се намира на десния бряг на малък приток на река Крумовица в долината Топ дере.[45][63]
- Трапецовидни ниши изсечени в скалният масив под връх Иран тепе над махала Топчулар на село Горна кула. Общият брой на изсечените ниши е 45, като някои единици не са довършени напълно.[45][6]
- Трапецовидни ниши изсечени в скалният масив при Гуслар махала на село Горна кула в местността Топ дере. Общият им брой е 30.[45][64]
- Трапецовидни ниши в местността Керамзи кая под изкуствено изсечената пещера Ин кая с отвор на тавана при махала Раец на село Долна кула.[6]
- Трапецовидни ниши по скалния масив Саръ кая, под Скалния феномен Арката край село Орешари. Някои от нишите са силно ерозирали и се предполага, че са изсичани в различни периоди от време.[6]
- Трапецовидни ниши изсечени около трапецовидния вход на пещерата Поп Мартинова дупка – намираща се под скалния феномен Арката край село Орешари. Общият брой на нишите е 12. Пещерата е използвана многократно в различни исторически епохи.[6][65]
- Трапецовидни ниши изсечени над входа на пещерата Гоюк/Гоук/Гьок Ин – в превод от местен турски диалект Пробитата пещера. Общият им брой е 18. Под пещерата има находище на кремък, което е било активно използвано в праисторическите епохи. По склона под пещерата са разпръснати множество керамични фрагменти датиращи от Халколита.[6][66]
- Западната скала под скалния феномен Арката край село Орешари, където са изсечени 17 на брой ниши откъм източната страна на скалния масив.[6]
- Източната скала под скалния феномен Арката край село Орешари. В скалата е изсечен проходен тунел пробит в посока запад-изток. Върху лицето на скалата гледащо към река Арда са изсечени две трапецовидни ниши.[6]
- Трапецовидни ниши изсечени в скалният феномен Гъбите при Скално-култовия комплекс край село Дъждовница. Върху каменните стволове на гъбите гледащи към Шабан дере са изсечени осем на брой ниши.[6]
- Трапецовидни ниши изсечени под връх Тепето край Неофит Бозвелиево. Нишите са силно ерозирали и едни от малкото без полирана вътрешна повърхност.[6][45]
- Трапецовидни ниши изсечени в скалния масив на десния склон на Коджа дере при село Костино – зад масива е регистрирана рудна галерия използвана през праисторическите епохи. Общият брой на изсичанията е 11.[6]
- Трапецовидни ниши изсечени върху скалите на южния склон при Скално-култовия комплекс Кумбурлар калеси над село Ангел войвода. Някои от нишите са силно ерозирали, докато други единици са добре запазени, което е свидетелство за отдалечени периоди от времето, с които са били изсичани. Общият брой на нишите изсечени в южно разположените скални масиви е 31.[6][50][67]
- Три трапецовидни ниши изсечени на западната страна на основния скален масив при Доган кая над село Сърница. Комплексът е използван продължително от праисторическата общност.[6][50]
- Източно от село Татарево в подножието на връх Хисара, са разположени два скални масива с общо 7 трапецовидни ниши. Нишите край селото са най-северно разположените трапецовидни ниши на територията на Източни Родопи.[68]
- Трапецовидни ниши изсечени в скалата Юмрук кая между селата Друмче и Обичник. Обектът е видим от долината и е поредното доказателство, че нишите са били изсичани, за да бъдат видими за праисторическите култури обитавали Източните Родопи. Общият брой на нишите е 10.[6][69]
- Сиври кая – в превод от местен турски диалект Острата скала е разположена на десния бряг на река Боровица под връх Тепе и местността Река. Всички скално-изсечени ниши гледат към реката, а общият им брой е 31. Сиври кая е една от най-западно разположените скали с трапецовидни ниши. Скалата е трахириолитова дайка.[70][24][71]
- Силно изветрели и ерозирали трапецовидни ниши изсечени в една от козирките на скалния масив Ак кая (в превод от местен турски диалект Бялата скала) при Скално-култовия комплекс край село Ковил.[6]
- Две трапецовидни ниши и една елипсовидна изсечени в скалния венец над махала Кулич (в превод от местен турски диалект махала Речна), село Морянци. В скалите са оформени няколко пещери тип утроба, около които има множество изсичания, включително и трапецовидни ниши, някои от които са силно изветрели. Общият брой на всички изсечени ниши е 12.[6]
- Двойка трапецовидни ниши изсечени на дясната стена в голямата пещера утроба над махала Кулич, село Морянци.[6]
- Три трапецовидни ниши изсечени на лявата стена при входа на пещера тип утроба при махала Кулич (в превод от местен турски диалект – Речна) на село Морянци.[6]
- Двойка трапецовидни ниши при Скално-култовия комплекс край село Бенковски. При теренни обхождания екипът на доц. Стефанка Иванова събира множество фрагменти датиращи от Халколита.[6][72]
- Единична трапецовидна ниша изсечена в самотна скала над махала Мъженци на село Бенковски. Нишите изсечени в скалата са били две, но една от тях е силно изветряла.[73]
- Четири трапецовидни ниши изсечени в зооморфна скала под връх Кемикдаа при село Костино. При напълно завършените ниши се наблюдават и три недовършени ниши, където е завършен само върхът на трапеца.[74]
- Трапецовидни ниши изсечени в скалните масиви под село Дойранци. Общият брой на изсечените ниши е 20.[75]
- Трапецовидни ниши в местността Долапчетата разположена южно на село Буково. В този район са регистрирани най-много започнати, но недовършени ниши.[11]
- Трапецовидни ниши изсечени в южната част на скалния масив Кара кая край село Буково. Във високите скали са изсечени 15 ниши и 5 кръгли басейна.[11]
- Недовършени трапецовидни ниши в скалата наречена Буковският лъв край село Буково. Лъвът е изсечен през 1981 година в чест на 1300 годишнината от основаването на българската държава от местни ентусиасти – жители на селото и ученици.[76]
- Трапецовидни ниши изсечени в скалния масив в местността Иванов камък край село Буково. Общият им брой е 28.[11]
- Трапецовидни ниши изсечени при Жълтата пещера под връх Караулката край село Буково. Общият им брой е 78.[11]
- Сергенли кая – трапецовидни ниши изсечени в скален венец под село Бели пласт. Общият брой на всички ниши изсечени в скалите под селото е 59.
- Трапецовидни ниши изсечени на южната страна на скалата, която местните наричат Куванджика – разположена източно от село Чавка. Общият им брой е 30.[77]
- Трапецовидни ниши изсечени в скалният масив Кован кая (в превод от местен турски диалект Пчелната скала) разположен на север от село Бял кладенец. Общият им брой е 30.[78][44]
- Трапецовидни ниши изсечени в скалният масив над село Снежинка. Общият брой на нишите е 5.[79]
- Трапецовидни ниши изсечени в скалния масив Ятак кая южно от село Красино. Общият брой на нишите е 60. В нивите над скалите в миналото при оран местните са намирали много керамични фрагменти с тъмносив цвят и врязана украса състояща се от спирали и меандри.[6][66]
- Трапецовидни ниши над махала Каръмджалар на село Голобрад – това са едни от последно регистрираните ниши. Височината им достига до 1 m., а широчината варира между 0.65 – 0.70 cm. Общият им брой е 4.[80]
- Трапецовидни ниши изсечени в скалният масив наречен Курт кая (в превод от местен турски диалект – Вълчата скала разположен източно от село Мурга. Общият брой на нишите е 6.[81]
- Двойка трапецовидни ниши изсечени в скалния масив Дуру кая (в превод от местен турски диалект – Чистата/Светлата скала). Масивът е разположен на североизток от село Мурга. Общият брой на изсечените върху него ниши е 14.[82]
- Трапецовидни ниши изсечени в скалния масив Саръ кая (в превод от местен турски диалект – Жълтата скала), разположен в Горна Мурга. Общият брой на нишите е 22.[83]
- Трапецовидни ниши изсечени върху скален масив разположен на северозапад от село Кос. Общият им брой е 14.[84]
- Трапецовидни ниши изсечени в скалния масив над махала Зимовник на село Врело. Скалният масив е системно разрушаван от местен иманяр. Общият брой на изсечените ниши е 15.[6][85]
- Двойка трапецовидни ниши изсечени в скален масив над село Кос. Общият им брой е 5. Скалният масив е бил обект на иманярска инвазия.[86]
- Трапецовидни ниши изсечени в скалния масив Челик разположен над Финова махала на село Безводно. Общият им брой е 20.[87][71]
- Три напълно завършени трапецовидни ниши изсечени в скалния масив Гуван кая. Върху скалната повърхност се наблюдава една изветряла ниша и една незавършена такава. Скалната група се състои от две куполовидни скали, които отстоят на 40 m една от друга, разположени между връх Голям Маден и местността Реката над язовир Боровица.[71]
- Трапецовидни ниши изсечени в скалите на левия бряг на река Върбица югоизточно от село Фотиново. Общият им брой е 7.[88]
- Трапецовидни ниши изсечени в равна вдлъбнатина, образувана от вулкански мехур на скалния масив Хамбар кая на левия бряг на река Арда над Маджарово.Общият им брой е 43.[6][54]
- Двойка трапецовидни ниши на отвесна скала в източния край на средновековната крепост Хисаря над село Сеноклас – нишите гледат на изток.[89][90]
- Трапецовидни ниши при скалните масиви в река Дюшун дере – трапецовидните ниши са разположени между махала Язовец на село Красино и махала Рътлина на село Джанка. В скалите около реката са изсечени общо 38 трапецовидни ниши.[6][91]
- Трапецовидни ниши изсечени в скалите по Гюрген дере в защитена местност Гюргена под изоставеното село Габерово. Общият брой на нишите е 10.[6][92]
- Трапецовидни ниши изсечени в скален масив на левия бряг на Гявур дере (приток на река Боровица). Общият брой на нишите изсечени в скалата е 7.[6][93]
- Трапецовидни ниши изсечени в скалния масив над Хайланрал махала на село Ненково. Общият им брой е 22.[6][94]
- Трапецовидни ниши изсечени в скален масив над Узун дере край село Сърница. Общият им брой е 3.
- Трапецовидни ниши изсечени в скалните масиви югоизточно от село Зимзелен. Общият им брой е 56. Много от нишите са силно изветрели и ерозирали.

## Предания и легенди
Сред местните жители на Източните Родопи се е запазило наименованието Дженевиз пенджери – в превод от местен турски диалект Генуезките прозорци.
Запазено е и неясно предание за хора, които погребвали мъртъвците си в урни в скалата, където трапецовидните ниши били издълбани специално за тази цел.
Съществува местна легенда от района на Долно Черковище и Орешари за местен дженевиз, който бил великан и докато препускал с коня си, копитата на същия докато стъпвали по скалите оставяли тези отпечатъци, които всъщност били трапецовидните ниши. Това предание е свързано с Бейгир кая (в превод от местен турски диалект – Конската скала) край Долно Черковище.

## Извори
- Nekhrizov, G. 2015. Dolmens and rock-cut monuments. – In: A Companion to Ancient Thrace (Eds. J. Valeva, E. Nankov, D. Graninger). John Wiley & Sons, 126 – 143.
- Костов, Р. И. 2001. Геология и морфология на скалните ниши от Източните Родопи. – В: Перперек I. Перперек и прилежащият му микрорайон. Комплексно изследване на хилядолетен мултирелигиозен център в Източните Родопи. С., Нов български университет, 206 – 217.
- Andonov, K., M. Blagoev, R. I. Kostov. 2016. Laser 3D scanning of rock-cut niches at the Shan Kaya site in the Eastern Rhodopes with notes on their morphology. – Megalithic Monuments and Cult Practices. Proceedings of the Second International Symposium, Blagoevgrad, 12 – 15 октомври 2016, Neofit Rilski University Press, Blagoevgrad, 364 – 368.
- Иванова, С. 2016. Скални мистерии. Проучвания в Източните Родопи. София 2016, Борина